# Kaly
Kaly (deutsch Kally, früher Gally) ist eine Gemeinde in Tschechien. Sie liegt sieben Kilometer nordwestlich von Tišnov und gehört zum Okres Brno-venkov.

## Geographie
Kaly befindet sich am Rande der Boskowitzer Furche auf einem Höhenzug zwischen den Tälern der Svratka und Loučka. Nordöstlich erhebt sich der Babylon (505 m), südöstlich der Křivoš (464 m), sowie im Nordwesten der Jilmový kopec (486 m) und die Horka (503 m).
Nachbarorte sind Borač und Vrby im Norden, Veselí, Lomnice und Brusná im Nordosten, Nové Štěpánovice im Osten, Zahrada im Südosten, Dolní Loučky und Horní Loučky im Süden, Újezd u Tišnova und Řikonín im Südwesten, Vrbka und Boudy im Westen sowie Skryje, Jilmoví und Husle im Nordwesten.

## Geschichte
Die erste schriftliche Erwähnung des Dorfes erfolgte im Jahre 1386 im Zusammenhang mit einem Herren de Kalnov. Nachfolgend wurde der Ort als Kally, Gally und Kalle bezeichnet.
Nach der Aufhebung der Patrimonialherrschaften bildete Kaly ab 1850 eine Gemeinde im Brünner Bezirk und Gerichtsbezirk Tischnowitz. Seit 1896 gehörte die Gemeinde zum neu gebildeten Bezirk Tischnowitz. Nach der Auflösung des Okres Tišnov kam die Gemeinde mit Beginn des Jahres 1961 zum Okres Žďár nad Sázavou. Zugleich wurde Zahrada eingemeindet. Seit Beginn des Jahres 2005 gehört die Gemeinde zum Okres Brno-venkov.

## Gemeindegliederung
Die Gemeinde Kaly besteht aus den Ortsteilen Kaly (Kally) und Zahrada (Sachrada).

## Sehenswürdigkeiten
- Kapelle der hl. Maria Magdalena, errichtet 1834 anstelle eines Glockenturmes. Die Kapelle wurde 1994 wiederhergerichtet
- Kapelle der hl. Maria Magdalena in Zahrada, erbaut 1915
- Marmorkreuz an der Kapelle, geschaffen 1934
- Aussichtsturm auf dem Babylon
- Aussichtsturm auf dem Křivoš